# Boris Pellegrini
Boris Pellegrini (* 20. April 1980 in der Schweiz) ist ein ehemaliger schweizerisch-italienischer Unihockeyspieler. Der Stürmer spielt 2010/11 für seinen Stammverein Ticino Unihockey in der Schweiz. Seit 2008 spielt er auch für die italienische Nationalmannschaft.

## Karriere
Der Stürmer spielt 2010/11 für seinen Stammverein Ticino Unihockey in der Schweiz. Seit 2008 spielt er auch für die italienische Nationalmannschaft. Pellegrini nahm bislang an den WM-Turnieren 2008 in Tschechien und 2010 in Finnland teil. 2008 erzielte er ein Tor. Die italienische Mannschaft belegte den zehnten Platz. 2010 konnte er seinem Team zwei Tore und eine Vorlage beisteuern. Italien belegte am Ende den zwölften Platz.
Pellegrini ist 1,81 Meter groß und Rechtshänder. Sein Verein Ticino Unihockey spielt in der 1. Liga, der dritthöchsten Spielklasse in der Schweiz.